# Tetrao
Tetrao – rodzaj ptaków z podrodziny bażantów (Phasianinae) w rodzinie kurowatych (Phasianidae).

## Zasięg występowania
Rodzaj obejmuje gatunki występujące w Eurazji.

## Morfologia
Długość ciała samców 80–115 cm, samic 59–75 cm; masa ciała samców 3300–6500 g, samic 1440–2500 g.

## Systematyka

### Etymologia
- Tetrao (Tetras): łac. tetrao, tetraonis „ptak łowny”, nazwa nadana zarówno cietrzewiowi jak i głuszcowi, od gr. τετραων tetraōn, τετραωνος tetraōnos „niezidentyfikowany ptak”, być może ptak łowny[9].
- Urogallus: epitet gatunkowy Tetrao urogallus Linnaeus, 1758; częściowa, homofoniczna interpretacja niem. Auerhahn lub Auerhenne oznaczającego „górski kogut” (por. gr. oυρα oura „ogon”; łac. gallus „kogut”)[10]. Gatunek typowy: Tetrao urogallus Linnaeus, 1758.
- Capricalea: ang. Capercaillie „głuszec”, od gael. capull coille „leśny koń”[11]. Gatunek typowy: Capricalea arborea C.T. Wood, 1837 (= Tetrao urogallus Linnaeus, 1758).
- Grygallus: Gessner w 1555 roku w swoim dziele Historiæ animalium[12] użył terminów „Grygallus major” i „Grygallus minor” odpowiednio dla samic głuszca i cietrzewia, uważając je za oddzielne od samców gatunki. „Grygallus” to jego klasyczna interpretacja miejscowej, szwajcarskiej nazwy Grügelhahn (gr. γρυζω gruzō „narzekać”; łac. gallus „kogut”)[13]. Gatunek typowy: Tetrao urogallus Linnaeus, 1758.

### Podział systematyczny
Do rodzaju należą następujące gatunki:
- Tetrao urogallus Linnaeus, 1758 – głuszec zwyczajny
- Tetrao urogalloides von Middendorff, 1853 – głuszec czarnodzioby